# Axel Eliasson
Axel Henrik Eliasson, född 16 februari 1868 i Stockholm, död 23 januari 1932 i Stockholm, var en svensk grosshandlare och förläggare.
Eliasson var son till klädeshandlaren Meyer Eliasson och Ida Davidsson. År 1890 grundade han företaget Axel Eliassons Konstförlag i Stockholm, som första hälften av 1900-talet var Sveriges främsta producent av vykort. Från 1910 ledde Eliason anordnandet av Barnens dag i Stockholm. Han var gift med Ester Sterner (1880–1951), som efter hans död gifte om sig 1938 med marinläkaren Axel Widstrand.

## Fotnoter
1. 1 2  Axel Henrik Eliasson, Svenskt biografiskt lexikon, Svenskt Biografiskt Lexikon-ID: 15997, läs online.[källa från Wikidata]
2. ↑  KulturNav, KulturNav-ID: 9f2bcf07-97b6-4287-8074-23faa7c7c39f, läst: 9 oktober 2017.[källa från Wikidata]